# العلاقات الإيطالية البوتانية
العلاقات الإيطالية البوتانية هي العلاقات الثنائية التي تجمع بين إيطاليا وبوتان.

## مقارنة بين البلدين
هذه مقارنة عامة ومرجعية للدولتين:
| وجه المقارنة                                              | إيطاليا                                                  | بوتان          |
| --------------------------------------------------------- | -------------------------------------------------------- | -------------- |
| المساحة (كم2)                                             | 301.34 ألف                                               | 38.39 ألف      |
| عدد السكان (نسمة)                                         | 60.60 مليون                                              | 807.61 ألف     |
| الكثافة السكانية (ن./كم²)                                 | 201.1                                                    | 21.04          |
| العاصمة                                                   | روما، فلورنسا، تورينو                                    | تيمفو          |
| اللغة الرسمية                                             | اللغة الإيطالية                                          | لغة دزونكا     |
| العملة                                                    | يورو، ليرة إيطالية                                       | نغولترم بوتاني |
| الناتج المحلي الإجمالي (بليون دولار)                      | 1.93 تريليون                                             | 2.51 مليار     |
| الناتج المحلي الإجمالي (تعادل القوة الشرائية) بليون دولار | 2.26 تريليون                                             | 6.49 مليار     |
| الناتج المحلي الإجمالي الاسمي للفرد دولار أمريكي          | 29.96 ألف                                                | 2.66 ألف       |
| الناتج المحلي الإجمالي للفرد دولار أمريكي                 | 35.46 ألف                                                | 7.82 ألف       |
| مؤشر التنمية البشرية                                      | 0.873                                                    | 0.605          |
| رمز المكالمات الدولي                                      | +39                                                      | +975           |
| رمز الإنترنت                                              | .it                                                      | .bt            |
| المنطقة الزمنية                                           | توقيت وسط أوروبا، ت ع م+01:00، ت ع م+02:00، أوروبا/روما ‏ | ت ع م+06:00    |

## منظمات دولية مشتركة
يشترك البلدان في عضوية مجموعة من المنظمات الدولية، منها:
| علم المنظمة | اسم المنظمة                        | تاريخ انضمام إيطاليا | تاريخ انضمام بوتان |
| ----------- | ---------------------------------- | -------------------- | ------------------ |
|             | يونسكو                             | ?                    | 13 أبريل 1982      |
|             | مؤسسة التمويل الدولية              | 27 ديسمبر 1956       | 1 ديسمبر 2003      |
|             | بنك التنمية الآسيوي                | 1966                 | 1982               |
|             | منظمة حظر الأسلحة الكيميائية       | ?                    | ?                  |
|             | مؤسسة التنمية الدولية              | 24 سبتمبر 1960       | 28 سبتمبر 1981     |
|             | وكالة ضمان الاستثمار متعدد الأطراف | 29 أبريل 1988        | 21 أكتوبر 2014     |
|             | الاتحاد البريدي العالمي            | ?                    | ?                  |
|             | منظمة الشرطة الجنائية الدولية      | ?                    | ?                  |
|             | الأمم المتحدة                      | 14 ديسمبر 1955       | 21 سبتمبر 1971     |
|             | الاتحاد الدولي للاتصالات           | 1866                 | 15 سبتمبر 1988     |
|             | البنك الدولي للإنشاء والتعمير      | 27 مارس 1947         | 28 سبتمبر 1981     |

## وصلات خارجية
- موقع وزارة الخارجية الإيطالية
- موقع وزارة الخارجية البوتانية